# Banovci, Nijemci
Banovci (srbsko Бановци) so naselje na Hrvaškem, ki upravno spada pod občino Nijemci Vukovarsko-sremske županije.

## Zgodovina
Pred drugo svetovno vojno so Nemci predstavljali večinsko prebivalstvo, a so bili izseljeni ter zamenjani s Srbi.

## Demografija
| Pregled števila prebivalcev po letih | Pregled števila prebivalcev po letih | Pregled števila prebivalcev po letih | Pregled števila prebivalcev po letih | Pregled števila prebivalcev po letih | Pregled števila prebivalcev po letih | Pregled števila prebivalcev po letih | Pregled števila prebivalcev po letih | Pregled števila prebivalcev po letih | Pregled števila prebivalcev po letih | Pregled števila prebivalcev po letih | Pregled števila prebivalcev po letih | Pregled števila prebivalcev po letih | Pregled števila prebivalcev po letih | Pregled števila prebivalcev po letih |
| ------------------------------------ | ------------------------------------ | ------------------------------------ | ------------------------------------ | ------------------------------------ | ------------------------------------ | ------------------------------------ | ------------------------------------ | ------------------------------------ | ------------------------------------ | ------------------------------------ | ------------------------------------ | ------------------------------------ | ------------------------------------ | ------------------------------------ |
| 1857                                 | 1869                                 | 1880                                 | 1890                                 | 1900                                 | 1910                                 | 1921                                 | 1931                                 | 1948                                 | 1953                                 | 1961                                 | 1971                                 | 1981                                 | 1991                                 | 2001                                 |
| 460                                  | 779                                  | 651                                  | 836                                  | 890                                  | 990                                  | 1047                                 | 1139                                 | 1028                                 | 1138                                 | 1084                                 | 975                                  | 778                                  | 653                                  | 479                                  |